# Cudzołóstwo

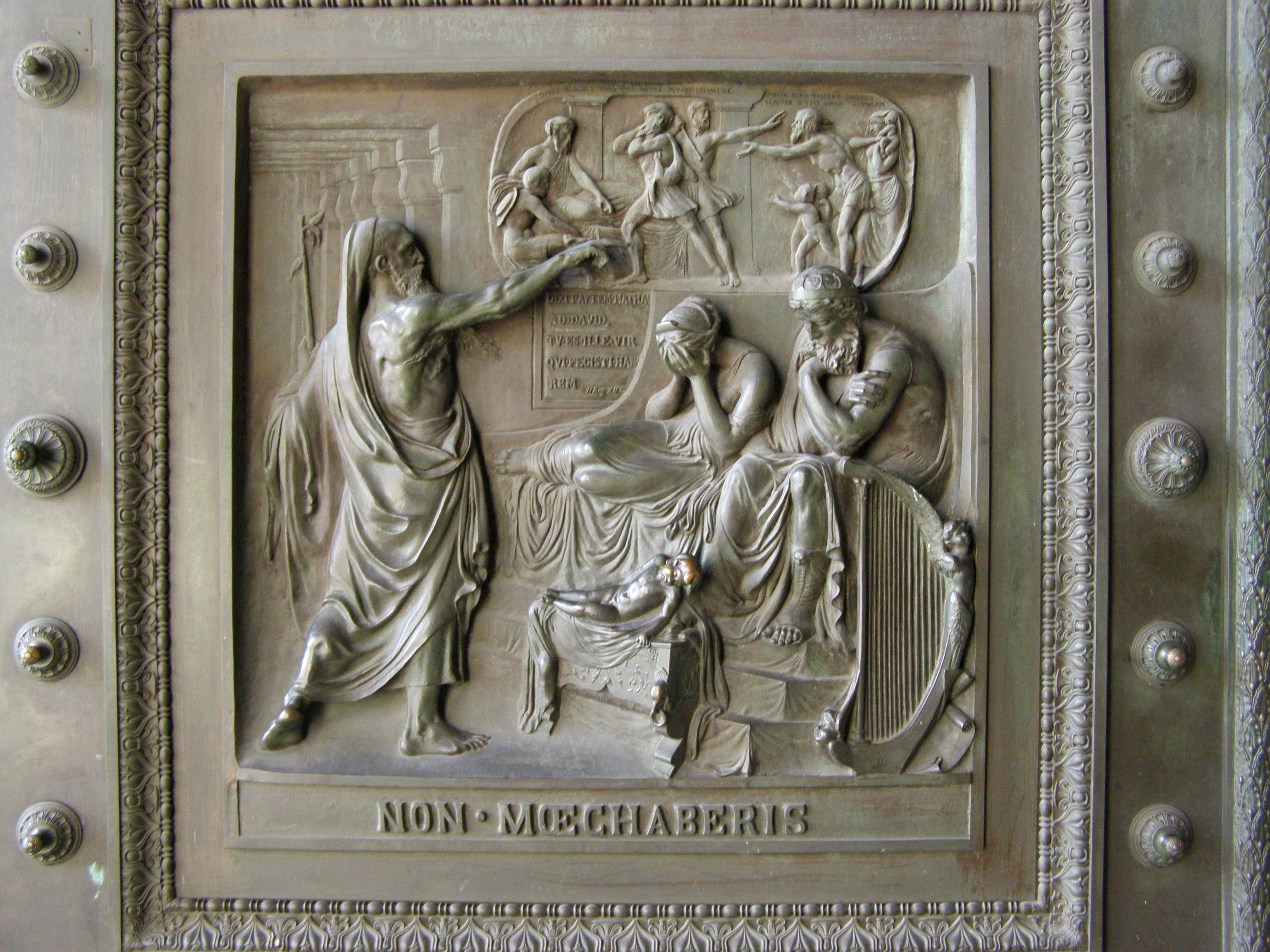
Nie cudzołóż – relief na drzwiach kościoła św. Marii Magdaleny w Paryżu.

Cudzołóstwo lub zdrada małżeńska (łac. adulterium) – termin występujący w różnych kulturach, religiach i systemach prawnych, oznaczający akt współżycia płciowego osób, z których przynajmniej jedna jest związana małżeństwem z inną osobą. Niektórzy autorzy mylą niekiedy cudzołóstwo z nierządem, rozumianym jako akt współżycia płciowego osób, z których żadna nie jest związana małżeństwem.

## Częstotliwość występowania
Według badań w USA 20% mężczyzn i 13% kobiet przyznało, że uprawiało seks z kimś innym niż małżonek/małżonka. W grupie wiekowej 18-29 kobiety zdradzają nieznacznie częściej (11 vs 10%), w starszych grupach wiekowych zdradza więcej mężczyzn niż kobiet. W Polsce wg badania CBOS 33% mężczyzn i 18% kobiet prawdopodobnie nawiązywało kontakty intymne z kimś innym niż partner/partnerka, najczęściej zdradzały osoby z wyższym wykształceniem, dobrze zarabiające, nie biorące udziału w praktykach religijnych. Najczęściej podawanymi powodami zdrady jest znudzenie związkiem i kryzys w związku. 

## Ludy pierwotne

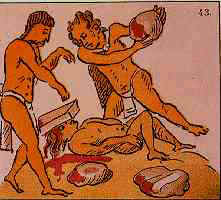
Ukamienowanie Azteka skazanego na śmierć za cudzołóstwo. XVI-wieczna ilustracja z Kodeksu Florentino.

Badania antropologów wykazały, że pojęcie cudzołóstwa funkcjonowało wśród wszystkich ludów pierwotnych. Znane były przypadki, gdy zasady gościnności lub przyjaźni dopuszczały, aby mąż zezwolił żonie na odbycie aktu płciowego z inną osobą. Prawo zwyczajowe legalizowało takie praktyki w pewnych przypadkach, między innymi u niektórych ludów Australii i Eskimosów.
U większości ludów pierwotnych cudzołóstwo było traktowane jako naruszenie porządku społecznego i tabu, sprowadzające różne niebezpieczeństwa na daną społeczność. Dlatego kary za cudzołóstwo były surowe – najczęściej śmierć, okaleczenie, wygnanie lub wysoki okup. W niektórych społecznościach kara spotykała jedynie kobietę zdradzającą męża, przeważnie jednak kara dotyczyła tak żony, jak i męża. U Hotentotów, Indian Ameryki Południowej, mieszkańców Australii i Nowej Zelandii a także w południowych regionach Afryki karano śmiercią cudzołożącą osobę bez względu na płeć. U Omahów oraz wśród niektórych ludów Australii kobieta miała prawo własnoręcznie zabić zdradzającego ją męża.
Aztekowie karali kobietę winną zdrady ukamienowaniem, zaś mężczyznę tylko wtedy, gdy dopuścił się cudzołóstwa z inną zamężną kobietą. Majowie wypędzali winną kobietę i zakazywali jej ponownego małżeństwa. Inkowie karali śmiercią tak cudzołożącą kobietę, jak i cudzołożącego mężczyznę.

## Starożytność

### Starożytny Wschód

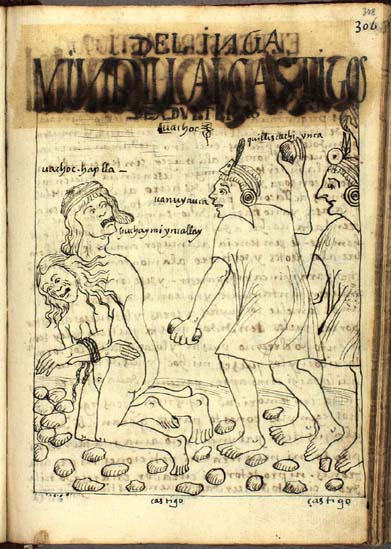
Ukamienowanie pary cudzołożników w Państwie Inków. XVII-wieczna ilustracja do peruwiańskiej kroniki El primer nueva corónica y buen gobierno.

W starożytnym Egipcie mężczyznę, który dopuścił się cudzołóstwa karano chłostą i utratą posagu żony, zaś kobietę okaleczano lub pozwalano na ukaranie jej przez męża.  Mezopotamski Kodeks Hammurabiego nakazywał utopienie winnego cudzołóstwa bez względu na to, jakiej był płci – mąż miał jednak prawo łaski wobec żony, jeżeli ta oczyściła się przez przysięgę.
W Asyrii zezwalano mężowi na zabicie cudzołożącej żony oraz jej wspólnika – gdyby jednak przebaczył on żonie, ułaskawienia dotyczyło także jej wspólnika. U Hetytów mąż miał prawo zabić bezkarnie cudzołożącą żonę i jej wspólnika. W prawie perskim mężczyzna, któremu udowodniono cudzołóstwo, był zobowiązany do utrzymywania uwiedzionej kobiety i jej potomstwa oraz był za nich odpowiedzialny. Zasądzano mu dodatkową karę stałej pomocy finansowej dla czterech ubogich rodzin.
W systemie kastowym starożytnych Indii cudzołóstwie było traktowane w zależności od przynależności osób do poszczególnych kast. Mężczyznę cudzołożącego z kobietą niższej kasty karano wygnaniem. W przypadku, gdy mężczyzna cudzołożył z kobietą wyższej kasty, karano go śmiercią. Szczególnie traktowano kobietę kasty wyższej, która cudzołożyła z mężczyzną kasty niższej – okaleczano ją a potem uśmiercano.

### Starożytny Izrael
U Żydów cudzołóstwo było przestępstwem przeciwko własności, którego karanie należało do całej społeczności. W Starym Testamencie zakaz cudzołóstwa zawarty został w dekalogu, w kodeksie deuteronomicznym i w kodeksie kapłańskim. Cudzołóstwo było również potępiane przez proroków oraz w księgach mądrościowych. Mężczyzna żonaty nie popełniał cudzołóstwa, jeżeli odbywał akt płciowy z niezamężną lub niezaręczoną kobietą. Natomiast żona – niezależnie od tego, kto był jej wspólnikiem – była winna cudzołóstwa. Osoba, której udowodniono cudzołóstwo karana była śmiercią, początkowo przez spalenie, w okresie późniejszym przez ukamienowanie.
Teksty Starego Testamentu używały także pojęcia cudzołóstwo w sensie przenośnym. Ponieważ niektórzy autorzy porównywali przymierze między Jahwe a Izraelem do małżeństwa, to każde nieposłuszeństwo wobec Boga, zwłaszcza oddawanie czci obcym bogom, było traktowane jako cudzołóstwo całego narodu.

### Starożytna Grecja
W starożytnych Atenach mężczyzna, który pochwycił żonę na cudzołóstwie, miał prawo zabić jej wspólnika.  Mąż miał obowiązek porzucić cudzołożącą żonę, uważano ją bowiem za wykluczoną ze wspólnoty kultu, a każdy obywatel mógł ją wypędzić z miasta. Nie karano męża oskarżonego o cudzołóstwo, jeżeli nie udowodniono, iż jego czyn naruszył prawa innych rodzin – w takim przypadku zasądzano okup.

### Starożytny Rzym
W republice rzymskiej sprawy o cudzołóstwo rozstrzygały sądy rodzinne, które po udowodnieniu winy rozwiązywały małżeństwo i zasądzały rekompensaty finansowe dla strony poszkodowanej. Kobieta dopuszczała się zdrady (adulterium) odbywając stosunek seksualny z mężczyzną innym, niż jej mąż. Jej wspólnik stawał się również cudzołożnikiem (adulter), rozbijał bowiem cudze małżeństwo. Mężczyzna nie zdradzał żony, gdy odbywał stosunek seksualny z niewolnicą lub wyzwolenicą. Zabroniony był stosunek seksualny żonatego mężczyzny z niezamężną, wolno urodzoną kobietą. W myśl prawa rzymskiego nie było to jednak cudzołóstwo, czyn taki określano mianem stuprum.
Oktawian August wprowadził w Cesarstwie Rzymskim nowe prawa małżeńskie, które w założeniu miały przywrócić tradycyjną rzymską cnotliwość. Między rokiem 18 a 16 p.n.e. ogłosił Lex Iulia de adulteriis, w którym cudzołóstwo zostało określone jako przestępstwo podlegające karze grzywny lub – w skrajnych przypadkach –  relegacji na wyspę. Tym samym cesarz przekazał jurysdykcję nad cudzołóstwem sądom karnym, które zostały zobowiązanie do uznawania również stuprum za cudzołóstwo.
W myśl Lex Iiulia sądy karne mogły zakazać skazanej, niezamężnej kobiecie zawierania małżeństwa a skazanej, zamężnej kobiecie ponownego małżeństwa. Rozporządzenie cesarza nakazywało jednak sądom, przy rozpatrywaniu sprawy kobiety, wziąć pod uwagę wcześniejsze czyny jej męża. Prawo Augusta zobowiązywało również zdradzonego męża do wniesienia oskarżenia przeciwko żonie, niezwłocznie po tym, gdy dowiedział się o cudzołóstwie. Niedopełnienie tego obowiązku skutkowało oskarżeniem zdradzonego męża o stręczycielstwo w małżeństwie (lenocinium mariti).
Innowacyjne ustawodawstwo Augusta spotkało się z dużym sprzeciwem społecznym. Nagminnie je obchodzono, wykorzystując luki prawne, co znalazło swój wyraz na przykład w poezji Owidiusza. Wyłączeni spod tego prawa byli każdy wyzwoleniec (libertinus) i wyzwolenica (libertina). W okresie cesarstwa powszechne były stałe związki bogatych, żonatych Rzymian z libertynkami a zamężnych Rzymianek z libertynami. Doprowadziło do pojawienia się terminu libertynizm. Oznaczał on akt współżycia płciowego osób, z których przynajmniej jedna jest związana małżeństwem z inną osobą, nie karany na mocy prawa o cudzołóstwie.
W okresie późnego cesarstwa prawo Augusta zaostrzano. Konstantyn Wielki wprowadził karę śmierci za cudzołóstwo. W roku 339 synowie Konstantyna wydali ustawę, na mocy której cudzołożników można było uśmiercać za pomocą kary poena cullei (sakowania). Egzekucja polegała ona na wstępnym biczowaniu, zaszyciu cudzołożników w worku razem ze żmiją, psem, kogutem i małpą a następnie utopieniu w rzece lub morzu. W roku 556 Justynian Wielki zachował karę śmierci dla mężczyzny, natomiast winną kobietę polecił zamykać w klasztorze. Jeżeli mąż jej wybaczył w ciągu dwóch lat, mogła wyjść z klasztoru, w przeciwnym wypadku kara była dożywotnia.

## Chrześcijaństwo

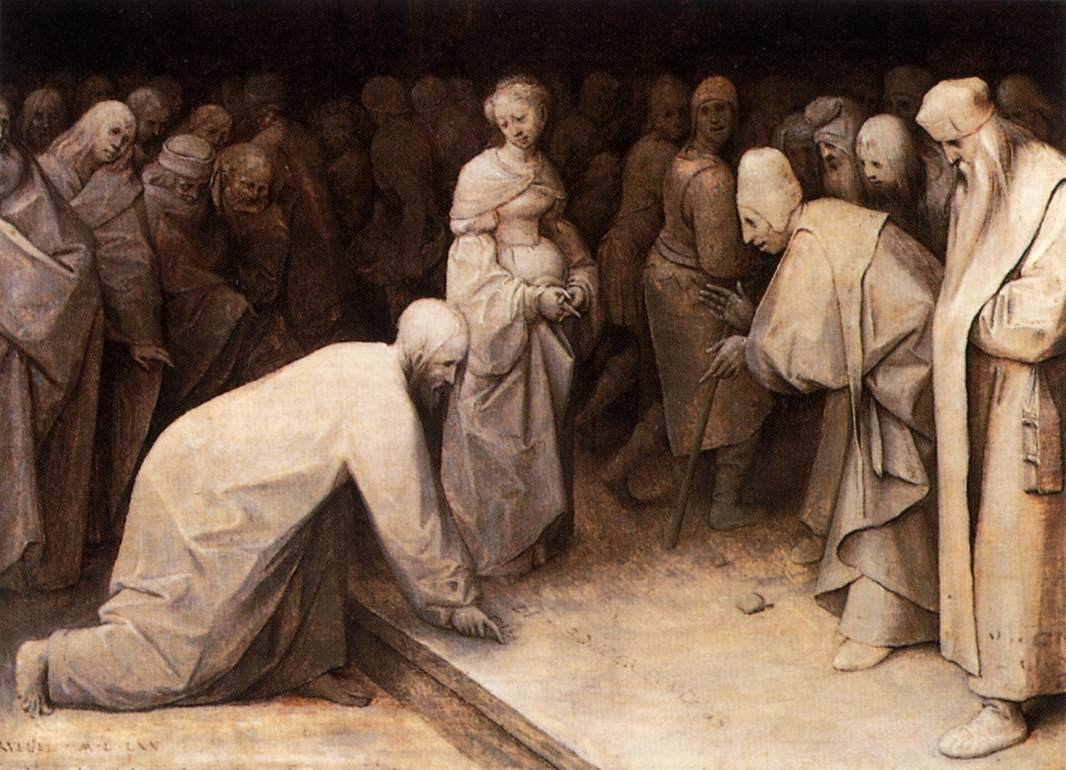
Chrystus i cudzołożnica. Grisaille Pietera Bruegla z 1565 roku.

W tekstach Ewangelii zakaz cudzołóstwa został rozszerzony, dotyczył nie tylko stosunku płciowego, ale także pożądania seksualnego. Do jednakowej wierności zostali zobowiązani tak mąż, jak i żona. Paweł z Tarsu zaliczył cudzołóstwo do najcięższych wykroczeń, niedopuszczających do dziedziczenia Królestwa Bożego. Jednocześnie autorzy Nowego Testamentu używali terminu cudzołóstwo w sensie przenośnym, stosując go do niewierzących w Jezusa Żydów czy osób dopuszczających się ciężkich grzechów.
Natomiast u starożytnych pisarzy kościelnych pojawiły się wątpliwości, jak interpretować zapisane w Ewangelii Mateusza słowa Jezusa, zezwalające mężowi na oddalenie cudzołożącej żony. We wschodnich prowincjach Cesarstwa Rzymskiego przeważał pogląd dopuszczający w przypadku cudzołóstwa żony nie tylko rozwód, ale prawo męża do ponownego małżeństwa. Na Zachodzie przeważnie zezwalano na rozwód, ale odrzucano powtórne małżeństwo – potępił takie rozwiązanie m.in. święty Hieronim. Poglądy świętego Augustyna w tej kwestii ewoluowały – początkowo dopuszczał on możliwość powtórnego małżeństwa, później ją zdecydowanie odrzucił.
W średniowiecznym prawie kanonicznym cudzołóstwo traktowane było jako dopuszczalna przyczyna separacji faktycznej lub prawnej. Strona poszkodowana miała prawo do wniesienia wniosku o separację lub unieważnienie małżeństwa, a także do otrzymania rekompensaty finansowej. Jeżeli skutkiem cudzołóstwa było potomstwo, zasądzano na rzecz dzieci alimenty. Ponowne małżeństwo nie było dopuszczalne dla osoby, która przy popełnianiu cudzołóstwa wyrażała obietnicę poślubienia wspólnika po śmierci małżonka. Uznawano również za nieważne małżeństwo zawarte po małżonkobójstwie związanym z cudzołóstwem. Karanie cudzołóstwa pozostawiano prawu państwowemu, jednakże papież Aleksander VII potępił pogląd, że małżonek zabijający żonę pochwyconą na cudzołóstwie nie popełnia grzechu.
W prawie kanonicznym wprowadzono też dodatkową kategorię – cudzołóstwo publiczne, czyli cudzołóstwo, które nie było ukrywane przed innymi osobami lub zostało popełnione na oczach świadków. Cudzołóstwo publiczne uważano  za przyczynę zgorszenia, dlatego powodowało ono niezdolność osób winnych do aktów prawnych i pozbawiało je praw publicznych.

## Islam
W islamie, według tekstu Koranu, cudzołóstwo (زناء, zina) karane było chłostą składającą się ze stu uderzeń, po której następowało ukamienowanie. Mężczyzna nie dopuszczał się cudzołóstwa, gdy współżył płciowo z niewolnicą. Mąż mógł własnoręcznie zabić lub wygnać żonę, gdy pochwycił ją na gorącym uczynku cudzołóstwa. W przeciwnym przypadku przestępstwo udowadniano przez przysięgę pięciu świadków. Mąż mógł zezwolić, aby żona oczyściła się wypowiadając własną przysięgę – kobieta nie była wówczas karana, lecz unieważniano małżeństwo. Natomiast cudzołożący niewolnik lub niewolnica karani byli chłostą składającą się z pięćdziesięciu uderzeń.